# Flore du Tchad
Flore sauvage du Tchad.
- Haut – A
- B
- C
- D
- E
- F
- G
- H
- I
- J
- K
- L
- M
- N
- O
- P
- Q
- R
- S
- T
- U
- V
- W
- X
- Y
- Z

## A
- Acacia albida
- Acacia nilotica
- Acacia raddiana
- Acacia seyal
- Acacia senegal
- Adansonia digitata
- Allium sativum
- Anogeissus leiocarpus - le bouleau d'Afrique
- Aponogeton fotianus Rayn.
- Azadirachta indica

## B
- Balanites aegyptiaca
- Bauhinia rufescens
- Brachystelma constrictum J. Hall

## C
- Ctenium newtonii Hackel var. annuum Lebrun
- Combretum acuelatum
- Combretum collinum
- Combretum glutinosum

## D
- Diplotaxis acris Boiss. var. tibestica Chevassut & Quezel

## E
- Erodium oreophilum Quezel

## K
- Khaya senegalensis
- Kickxia aegyptiaca (L.) Nab. ssp. tibestica Wick.

## P
- Pluchea lanceolata (DC.) Oliver & Hiern
- Polygala murati J. Felix ssp. murati
- Polygala murati J. Felix ssp. purpurea Carv. Vasc. & Gillet
- Pycreus pagotii Rayn.